# Басари
Басари — один из атлантических языков. Распространён в Гвинее (18 тыс. носителей; провинции Боке и Лабе), Сенегале (15 тыс. носителей; области Кедугу и Тамбакунда) и Гвинее-Бисау (500 носителей; округ Габу).
Письменность языка басари основана на латинском алфавите и в разных странах имеет разные стандарты.
- Алфавит басари, использующийся в Сенегале[3]: A a, B b, Ɓ ɓ, C c, D d, Ɗ ɗ, E e, Ë ë, F f, G g, H h, I i, J j, K k, L l, M m, N n, Ñ ñ, O o, P p, R r, S s, T t, U u, W w, Y y, Ƴ ƴ, ʼ
- Алфавит басари, использующийся в Гвинее с 1989 года: A a, B b, Ɓ ɓ, C c, D d, Ɗ ɗ, E e, Ɛ ɛ, Ǝ ǝ, F f, G g, Gw gw, H h, Hw hw, I i, J j, Ɉ ɉ, K k, Kw kw, L l, M m, N n, Nb nb, Nd nd, Ng ng, Ngw ngw, Nj nj, Ɲ ɲ, Ŋ ŋ, Ŋw ŋw, O o, Ɔ ɔ, P p, R r, S s, Ʃ ʃ, T t, U u, V v, W w, Y y, Ƴ ƴ
- Алфавит басари, использовавшийся в Гвинее в 1976—1989 годах[4]: A a, B b, Bh bh, D d, Dh dh, Dy dy, E e, È è, Ë ë, F f, G g, Gw gw, H h, Hw hw, I i, K k, Kw kw, L l, M m, N n, Nd nd, Ng ng, Nh nh, Ny ny, O o, Ö ö, P p, R r, S s, Sh sh, T t, Ty ty, U u, V v, W w, Y y, Yh yh.